# Clara Butt
Dame Clara Ellen Butt (ur. 1 lutego 1873 w Southwick w hrabstwie Sussex, zm. 23 stycznia 1936 w North Stoke w hrabstwie Oxfordshire) – brytyjska śpiewaczka operowa, kontralt.

## Życiorys
Uczyła się śpiewu w Bristolu u Daniela Roothama, następnie studiowała w Royal College of Music w Londynie u Johna Henry’ego Blowera oraz u Jacques’a Bouhy’ego w Paryżu i Etelki Gerster w Berlinie. Na scenie debiutowała w 1892 roku w Royal Albert Hall w Londynie jako Ursula w Golden Legend Arthura Sullivana. W tym samym roku na deskach Lyceum Theatre wystąpiła w Orfeuszu i Eurydyce Ch.W. Glucka. W 1899 i 1913 roku występowała w Stanach Zjednoczonych. W latach 1913–1914 odbyła wspólnie z mężem, barytonem Kennerleyem Rumfordem, światowe tournée. Poza repertuarem operowym wykonywała także partie oratoryjne oraz pieśni. Edward Elgar zadedykował jej swoje Sea Pictures (1899). Butt była też pierwszą wykonawczynią jego pieśni Land of Hope and Glory (1902). W czasie I wojny światowej występowała z koncertami charytatywnymi.
Dama Komandor Orderu Imperium Brytyjskiego (1920).